# Boghiș (okręg Satu Mare)
Boghiș (węg. Csengerbagos) – wieś w Rumunii, w okręgu Satu Mare, w gminie Doba. W 2011 roku liczyła 752 mieszkańców. 